# Mady Mesplé
Mady Mesplé (Toulouse, 7 de Março de 1931 – Toulouse, 30 de maio de 2020) foi uma soprano leggero coloratura francesa, alcançando seu auge entre as décadas de 1950 e 1980.

## Biografia
Mesplé foi uma estudante de piano por dezessete anos e financiou seus estudos ao Conservatoire de Toulouse - onde, entre outros ela foi discípula da esposa do novelista francês André Malraux – que tocava piano em uma orquestra local ballroom e como uma acompanhante no próprio conservatório.
Ela fez sua estreia encenando o papel principal como Lakmé de Léo Delibes – um papel que ela era perfeita e interpretaria em 145 vezes em sua carreira. Ela foi depois sua estreia em 1953, para o Belgian National Opera em Liège, adicionando Lucia di Lamermoor e a Rainha da Noite da Flauta Mágica de Mozart ao seu currículo. Em 1956 ela juntou-se a Opéra-Comique em Paris. Um ano após ela faria sua estreia parisiense na Opéra Garnier, onde ela criou o papel de Constance em Dialogues of the Carmelites,de Francis Poulenc, cantou também Oscar em Un ballo in maschera, de Giuseppe Verdi e múltiplos papéis em L'enfant et les sortileges, de Ravel.
Verdadeiramente um Soprano de coloratura, ela improvisava deslumbrantes adornamentos e cadenzas que destacava com seu brilho e agilidade (sem mencionar seus brilhantes trinados). Mesplé tinha interpretado todos os maiores papéis de soprano coloratura, desde Julieta a Olympia de Lucia a Rosina (Barbiere di Seviglia) a Gilda (Rigoletto).
Desde o início, a qualidade de sua voz tem sido comparada aquela da Dame Joan Sutherland. Em 1960, na parisiense Opéra Garnier, Mesplé transpôs a cena da loucura de Luccia para um Fá agudo imediatamente após Sutherland ter cantado isto no exterior. Embora sua voz fosse um tanto mais clara, ela era notada pela facilidade de emitir um Lab5, e por ter um rápido vibrato.
Mesplé tinha agraciado a maioria das influenciais casas de óperas no mundo: a Parisiense Palais Garnier, o Metropolitan Opera, de New York, o Teatro Bolshoi de Moscow, o Covent Garden, de Londres e o La Scala de Milan. Ela lecionou nos conservatórios de Nice, Lyon, e Bordeaux, incluindo muitos master classes. Durante a década de 60, Mesplé rumou para a música moderna. Charles Chaynes compos seus quatro poemas de Sappho para ela, e me 1963 ela estrearia a opera The Last Savage, de Gian Carlo Menotti. Ela foi também a primeira a cantar a versão francesa de Elegy for Young Lovers, de Hans Werner Henze em 1965, e Pierre Boulez escolheu Mesplé para seu desempenho de Jacob's Ladder, de Arnold Schoenberg.
A discografia de Mesplé é dividida bastante igualmente entre a opereta francesa (especialmente Jacques Offenbach), e a opera, e os recitais literarios. Embora sua Lakmé ofusque suas outras gravações operisticas em reconhecimento e popularidade, sua Werther (com Georges Prêtre) e Guillaume Tell (com Lamberto Gardelli) são excepcionais. Suas mais notáveis canções gravadas são das completas canções de Ravel com Dalton Baldwin, Gabriel Bacquier, e José van Dam.
Morreu no dia 30 de maio de 2020 em Toulouse, aos 89 anos.